# Rukomet u Austriji
Rukomet u Austriji
Prikaz rukometa u Austriji. 

## Povijest
Početci igranja, krizne godine, zlatna razdoblja reprezentativnog i klupskog rukometa.
Zlatno razdoblje muškog rukometa bilo je 1930-ih do prije Anschlussa. 

## Rukometne sredine
Krajevi gdje je popularan rukomet.

## Poznati klubovi
Poznati klubovi, bivši i postojeći.
U ženskom rukometu poznata je bečka Hypobanka.

## Poznati rukometaši
Najpoznatiji rukometaši i rukometašice koji su iz Austrije ili igrali za Austriju.
- Jasna Merdan Kolar

## Natjecanja
Naziv nacionalnih rukometnih natjecanja (prvenstvo, kup) i tradicionalnih uglednih turnira.
Međunarodna rukometna natjecanja koja su se održala u Austriji.

## Uspjesi reprezentacije
Sažeti prikaz uloge reprezentacije u europskom rukometu.
Austrijska rukometna reprezentacija danas je malih dosega u međunarodnim natjecanjima. Velike uspjehe postigla je srebrima na Olimpijskim igrama 1936. i svjetskom prvenstvu 1938.
Austrijska ženska rukometna reprezentacija nije bila velike uloge u međunarodnom rukometu, no dolaskom naturaliziranih igračica iz zemalja bivšeg istočnog bloka nakon pada komunizma ojačao je austrijski reprezentativni i klupski rukomet. 1990-ih reprezentacija je osvojila dvije bronce, na europskom 1996. i svjetskom prvenstvu 1999.